# Garonnebrücken in Langon
Die Garonnebrücken in Langon waren und sind wichtige Ingenieurbauwerke zur Querung des Flusses Garonne im Gemeindegebiet von Langon. Aktuell gibt es eine Eisenbahnbrücke und eine Straßenbrücke. Beide Bauwerke hatten einen Vorgängerbau.
Langon ist mit seinen aktuell zwischen 7000 und 7500 Einwohnern ein wichtiges Mittelzentrum und Hauptort des gleichnamigen Arrondissements. Seit Menschengedenken gibt es hier einen Flussübergang. Im 17. Jahrhundert war der Schiffstransport das wichtigste Handelstransportmittel. Es gab damals fünf Häfen, die vor allem für den Weinumschlag wichtig waren. Die Kais – direkt an der Altstadt und der Kirche Saint-Gervais-Saint-Protais gelegen – wurden aktuell verlängert, um die Teile des Airbus an Land zu bringen.

## Eisenbahnbrücke
Diese Brücke wurde als Stahl-Balkenbrücke von der Eisenbahngesellschaft Chemins de fer du Midi errichtet. Sie kreuzt bei Streckenkilometer 42,153 den Fluss und wurde 1855 mit Eröffnung der Bahnstrecke Bordeaux–Sète in Betrieb genommen. Am gegenüberliegenden rechten Ufer wird sie durch das 631 Meter lange Viadukt von Saint-Macaire verlängert. Damit ist auch bei Hochwasser gewährleistet, dass genügend Wasser abfließen kann. Die Konstrukteure waren Stanislas de la Laroche-Tolay und Henri de Dion, die Bauausführung oblag Ernest Goüin.
Nach fast 150 Jahren wurde an gleicher Stelle 1998 ein Neubau errichtet, weil mit Streckenertüchtigung eine Höchstgeschwindigkeit von 160 km/h durchfahren werden sollte. Der Verkehr war für mehrere Monate vollständig unterbrochen. Die neue Brückenkonstruktion besteht aus zwei getrennten Bauwerken, die unabhängig voneinander gewartet oder neugebaut werden können.

## Straßenbrücke
Die zweispurige, 300 m lange Straßenbrücke von 1971 ist ein wichtiges Bindeglied im nationalen Straßennetz. Sie verläuft parallel zur Eisenbahnbrücke in einem Abstand von etwa 20 Metern. Sie wird heute mit D 1113 bezeichnet, war zwischen 1949 und 2005 Route nationale 113.
Zuvor hat es für den Straßenverkehr an einer anderen Stelle ein festes Brückenbauwerk gegeben. Am Kirchenportal der Eglise Saint Gervais ist noch deutlich der Brückenkopf der vorherigen Garonnequerung zu sehen. In dessen Verlängerung befindet sich in der Garonne noch einer von zwei Brückenpfeilern, die den Vorgängerbau getragen haben.
Diese Brücke wurde im Dezember 1905 eingeweiht. Das Stahlkassettenkonstrukt benutzte weiterhin die Pfeiler der 200 m langen Hängebrücke von 1831. Diese erste Brücke wurde von Pierre-Dominique Martin (1771–1855) konstruiert. Diese Flussquerung der Hauptstraße zwischen Toulouse und Bordeaux war eine von drei, die für den Bau dieser Verbindung notwendig waren. Weil die Straße auch vom Militär benutzt werden sollte, hatte sie eine hohe Relevanz. Planungen für eine Brücke in Langon reichten schon weit zurück und immer wieder hatten die Ingenieure der Straßenverwaltung im Département Gironde die Vorteile hervorgehoben, doch reichten die jährlichen Mittelzuweisungen für Straßen und die Anleihen, die man für Mautgebühren hätte aufnehmen können, nicht aus, um den Bau einer Steinbrücke zu finanzieren.
1822 wurden die Pläne von Guillaume Henri Dufour konkret, als sich die Erfolge der Ingenieurbauwerke in den Vereinigten Staaten und Großbritannien herumsprachen. In Frankreich und in der Schweiz haben die Ingenieure Marc Seguin und Guillaume Henri Dufour 1823 erste Versuche mit Drahtseil-Hängebrücken unternommen. 1825 wurde sie vom Präfekten des Départements angenommen, weil sie eine wesentlich kostengünstigere Konstruktion ermöglichten, als bisher vorgeschlagen.: S. 1–5 Die Inbetriebnahme erfolgte am 27. August 1831.: S. 72
Bei der allerersten Tour de France 1903, die diese erste Brücke von Ost nach West passierte, befand sich ein fliegender Kontrollpunkt zur Zeitmessung.